# Nasser Benamor
Pas d'image ? Cliquez ici

a Compétitions nationales et continentales officielles uniquement.

b Matchs officiels uniquement.
Nasser Benamor (en arabe : ناصر بنعمور), né le 24 avril 1978 à Béziers, est un joueur international algérien de rugby à XV évoluant au poste de pilier.

## Biographie

### Carrière en club
Nasser Benamor, né le 24 avril 1978 à Béziers. Il débute le rugby à l'âge de dix-sept ans à Villeneuve-les-Béziers. Après avoir joué en Fédérale 3 et Fédérale 2 à l'US Carmaux et l'UA Gaillac, il pousse ses premières mêlées à 25 ans à Cahors en Fédérale 1 auprès d'Éric Jutge. En 2007, c'est un comité d'experts valenciens composé des Philippe Gallesio, Max Courregelongue, Bernard Delbreil et David Lagrange qui le recrute à l'Avenir valencien. Après avoir entraîné pendant deux saisons les cadets du club en intervenant notamment sur l’atelier de la mêlée. Nasser Benamor devient entraîneur des avants de l'équipe premier en Fédéral 1. Après quinze années de bons et loyaux services en tant que joueur puis entraîneurs, il quitte le club à la fin de la saison 2021-2022.

### Carrière internationale
Le 24 février 2007, il a honoré sa première cape internationale lors du premier match de l'équipe d'Algérie, contre la Tunisie, dans une équipe essentiellement composée de joueurs évoluant en espoirs des clubs du Top 14 ou en Fédérale 1.
Le 1er juin 2015, Nasser Benamor s’envole pour la Malaisie pour disputer la Crescent Cup Rugby Championship, sa première compétition internationale officielle.
Le 18 décembre 2015, Nasser Benamor participe au premier match joué officiellement sur le sol algérien sous l'égide de la fédération algérienne de rugby, contre la Tunisie, au stade Ahmed-Zabana d'Oran, l'Algérie remporte le match 16 à 6.
Le 4 novembre 2017, c'est en tant que capitaine que Nasser Benamor remporte le premier trophée de l'histoire du rugby algérien. L'Algérie s’imposés face à la Zambie 30 à 25, en finale de l'Africa Bronze Cup 2017 au Mufulira Leopards Rugby Club, en Zambie,.

### Entraîneur
- Depuis 2021 : Entraîneur des avants et entraîneur de la défense de l'équipe d'Algérie de rugby à XV[10].

## Palmarès

### En club
- Finaliste du Championnat de France de Fédérale 1 en 2016.

### En sélection
- Champion d’Afrique Bronze Cup 2017.

## Statistiques
| Club  | Club           | Compétition                    | Pts | J. | Tit. | E. | P. | Dp. | Tr. | CJ | CR | Min. |
| ----- | -------------- | ------------------------------ | --- | -- | ---- | -- | -- | --- | --- | -- | -- | ---- |
| 17/18 | Valence d'Agen | Fédérale 1                     | -   | 13 | 6    | -  | -  | -   | -   | 2  | 1  | 453  |
| 16/17 | Valence d'Agen | Fédérale 1                     | -   | 15 | 9    | -  | -  | -   | -   | 2  | -  | 597  |
| 15/16 | Valence d'Agen | Fédérale 1                     | -   | 24 | 15   | -  | -  | -   | -   | 1  | -  | 1032 |
| 14/15 | Valence d'Agen | Fédérale 1                     | -   | 15 | 9    | -  | -  | -   | -   | 3  | 1  | 712  |
| 13/14 | Valence d'Agen | Fédérale 1                     | -   | 15 | 13   | -  | -  | -   | -   | 3  | -  | 811  |
| 12/13 | Valence d'Agen | Fédérale 1                     | -   | 19 | 14   | -  | -  | -   | -   | 2  | -  | 1021 |
| 11/12 | Valence d'Agen | Fédérale 1                     | -   | 20 | 15   | -  | -  | -   | -   | 2  | -  | 1018 |
| 10/11 | Valence d'Agen | Fédérale 1                     | -   | 19 | 16   | -  | -  | -   | -   | 2  | -  | 1112 |
| 09/10 | Valence d'Agen | Fédérale 1 - Trophée Jean Prat | -   | 6  | 4    | -  | -  | -   | -   | -  | -  | 337  |
| 09/10 | Valence d'Agen | Fédérale 1                     | 5   | 8  | 7    | 1  | -  | -   | -   | 1  | -  | 416  |
| 08/09 | Valence d'Agen | Fédérale 1 - Trophée Jean Prat | -   | 6  | 4    | -  | -  | -   | -   | 1  | -  | 287  |
| 08/09 | Valence d'Agen | Fédérale 1                     | -   | 12 | 6    | -  | -  | -   | -   | 2  | -  | 483  |
| 07/08 | Valence d'Agen | Fédérale 1 - Trophée Jean Prat | -   | 8  | 7    | -  | -  | -   | -   | 3  | -  | 510  |
| 07/08 | Valence d'Agen | Fédérale 1                     | -   | 13 | 12   | -  | -  | -   | -   | 2  | -  | 909  |
| 06/07 | Cahors         | Play-down                      | -   | 7  | 3    | -  | -  | -   | -   | 2  | -  | 331  |
| 06/07 | Cahors         | Fédérale 1                     | 5   | 7  | 5    | 1  | -  | -   | -   | -  | -  | 307  |